# Aguinaldo (Ifugao)
Aguinaldo ist eine philippinische Stadtgemeinde in der Provinz Ifugao.
Der wichtigste Wirtschaftszweig ist die Landwirtschaft.

## Geografie
Aguinaldo ist eine von elf Stadtgemeinden der Provinz Ifugao, sie grenzt im Westen an Mayoyao und Lagawe, im Osten an Alfonso Lista, im Norden an Natonin in der Provinz Mountain Province und im Süden an den Stausee des größten Damms der Philippinen dem Magat Dam. Aguinaldo liegt etwa 386 km nördlich von Manila, 102 km nordöstlich der Provinzhauptstadt Lagawe und 68 km von Santiago City entfernt.
Der östliche und südliche Teil der Stadtgemeinde ist hügelig und liegt 200 bis 800 m über dem Meeresspiegel. Die nördlichen und westlichen Gebiete, in denen mehrere Jahrhunderte alte Reisterrassen zu finden sind, sind gebirgig und liegen zwischen 600 und 1645 m über dem Meeresspiegel.
Der höchste Berg ist der Ambalawag, der zweithöchste der Angnge liegt 2,3 km vom Ortszentrum entfernt und ist Standort der Kommunikationsrelais.

## Baranggays
Aguinaldo ist politisch in 16 Baranggays unterteilt.
| - Awayan - Bunhian - Butac - Chalalo - Damag - Galonogon | - Halag - Itab - Jacmal - Majlong - Mongayang | - Posnaan - Ta-ang - Talite - Ubao - Buwag |

## Bevölkerungsstruktur
Die Mehrheit der Bevölkerung gehört den Ethnien der Ayangans und den Henangas eine geringere Zahl der Einwohner gehört den ethnischen Gruppen der Ilokanos, Bontocs, Kalingas und weiteren ethnischen Gruppen an.

## Geschichte
Agunialdo wurde nach dem ersten Präsidenten der Philippinen Emilio Aguinaldo benannt. Die Stadtgemeinde gehörte ebenso wie die Stadtgemeinde Alfonso Lista früher zur Stadtgemeinde Mayoyao, beide gehören zur Provinz Ifugao.
Das Gesetz zur Bildung der Stadtgemeinde Aguinaldo wurde am 20. September 1980 vom damaligen Präsidenten Ferdinand Marcos unterzeichnet und am 6. Dezember 1980 in einer Volksabstimmung der Einwohner Aguinaldos ratifiziert.

## Wirtschaft
Der größte Teil der Bevölkerung lebt als Bauern. Reis- und Getreideanbau sowie Fischerei sind die bedeutendsten Einkommensquellen.
Aufgrund einer geringen Zahl möglicher Käufer und schlechter Verkehrsinfrastruktur ist die Vermarktung dieser landwirtschaftlichen Produkte schwierig.
Vieh wird von lokalen Aufkäufern nach Pangasinan weiterverkauft.